# Sebastiano Ayala
Sebastiano Ayala auch Graf Sebastian d’Ayala (* 28. Februar 1744 in Castrogiovanni (siehe Enna) in Sizilien; † 29. Dezember 1817 in Wien oder Ragusa) war ein italienischer Jesuit, Mathematiker, Astronom, Diplomat und Philologe.

## Leben
Der adelige Sebastiano Ayala trat im Alter von vierzehn Jahren 1759 in den Jesuitenorden ein, studierte in Palermo und kam als Professor der Rhetorik nach Malta. Als die Jesuiten durch den Großmeister des Malteserordens Manuel Pinto de Fonseca 1768 aus Malta vertrieben wurden, ging Sebastiano Ayala an das Collegium (siehe Päpstliche Universität Gregoriana) nach Rom. Dort studierte er Theologie sowie Mathematik und Astronomie.
Weil ihn die Arbeiten des Astronomen Maximilian Hell so begeisterten, ersuchte er um die Erlaubnis, diesen in Wien besuchen zu dürfen. Nach seiner Ankunft in Wien wurde 1773 der Jesuitenorden aufgehoben (siehe Aufhebung des Jesuitenordens) und er widmete sich den Rechtswissenschaften und der Statistik. Er wurde später durch Graf Wenzel Anton von Kaunitz-Rietberg, der ihn sehr schätzte, Gesandter der Republik Ragusa und war bis zu seinem Tod am Hof in Wien. 
Er schrieb die Apologie Lettera apologetica della persona e del regno di Pietro il grande contro le grossolane calunnie di Mirabeau. Weiter schrieb er einen Band, der in drei Sprachen auf Deutsch, Italienisch und Französisch, unter dem deutschen Titel Ueber Freyheit und Gleichheit der Menschen und Bürger mit Betrachtungen über einige neue politische Lehrsätze, erschien und innerhalb von sieben Monaten sieben Auflagen erlebte.
1795 veröffentlichte er den Briefwechsel von Pietro Metastasio unter dem Titel Opere postume date alla luce dall’ Abate Conte d’Ayala. 
Er besaß eine fast vollständige Sammlung Aldinen, die von der Druckerdynastie Manutius zwischen 1494 und 1598 in Venedig herausgebracht wurden und die später in die Bibliothek des Grafen Anton Apponyi überging. 

## Mitgliedschaften
Sebastiano Ayala war Mitglied in der Wiener Freimaurerloge Zur wahren Eintracht.

## Schriften (Auswahl)
- Lettera apologetica della persona e del regno di Pietro il grande contro le grossolane calunnie di Mirabeau.
- Ueber Freyheit und Gleichheit der Menschen und Bürger mit Betrachtungen über einige neue politische Lehrsätze. Wien, 1793 (Digitalisat).
- Opere postume date alla luce dall’ Abate Conte d’Ayala.
  - Band 1. Wien 1795 (Digitalisat).
  - Band 2. Wien 1795 (Digitalisat).
  - Band 3. Wien 1795 (Digitalisat).
- Catalogue de la collection des livres de prémière édition, ou d’édition rare du quinzième siècle, qui se trouve dans la bibliothèque de Monsieur le comte d’Ayala. Wien, 1802 (Digitalisat).
- Dei difetti dell’antico Vocabolario della Crusca, che dovrebbero correggersi nella nuova edizione. Wien, 1811 (Digitalisat).